# Andrea Osvárt
Andrea Klára Osvárt (Budapest, 25 aprile 1979) è un'attrice, modella e produttrice cinematografica ungherese che lavora spesso in Italia.

## Biografia
Studia recitazione dapprima nella natìa Budapest, dove si laurea all'università della capitale ungherese in letteratura italiana, presentando una tesi su Elsa Morante, e poi presso l'International Acting School di Roma.
Numerosi i lavori girati in Italia, sia cinematografici che televisivi. Esordisce nel cinema nel 2001 con una piccola comparsata in Spy Game, a fianco di Robert Redford e Brad Pitt. Nel corso degli anni duemila recita poi in Sara May di Marianna Sciveres, The Clan di Christian De Sica, dove è protagonista con il ruolo di Patricia, Casanova di Lasse Hallström, con Heath Ledger e Sienna Miller, Il rabdomante di Fabrizio Cattani, di cui è coproduttrice, 2 tigri di Sandro Cecca e Soundtrack di Francesca Marra.
Attiva anche sul versante della televisione, nello stesso decennio prende parte a varie miniserie come Il bell'Antonio di Maurizio Zaccaro, La caccia di Massimo Spano, in cui è protagonista nel ruolo di Tania, Exodus - Il sogno di Ada di Gianluigi Calderone e Pompei di Giulio Base, dove è protagonista con il ruolo di Valeria. Sempre in TV, come conduttrice, è a fianco di Pippo Baudo e Piero Chiambretti durante il Festival di Sanremo 2008, insieme alla collega Bianca Guaccero.
Nel 2009 interpreta l'imperatrice Eugenia de Montijo nella miniserie televisiva Sissi, mentre l'anno successivo recita nelle miniserie Lo scandalo della Banca Romana, assieme a Beppe Fiorello, e Le ragazze dello swing, che narra la storia del Trio Lescano. Sempre nel 2010 lavora ancora per il cinema affiancando Bruno Ganz ed Elio Germano nel film La fine è il mio inizio, basato sulla vita di Tiziano Terzani, dove interpreta Saskia, figlia minore del giornalista. Nel 2012 è coprotagonista della serie TV francese Transporter: The Series, mentre due anni dopo è sul grande schermo col film Anita B. di Roberto Faenza.

## Filmografia

### Cinema
- Contaminated Man, regia di Anthony Hickox (2000)
- Spy Game, regia di Tony Scott (2001)
- Kistestvér, regia di Andor Lengyel (2003)
- Sara May, regia di Marianna Sciveres (2004)
- Surface, regia di Alessandro Tiberio – cortometraggio (2004)
- Riflesso, regia di C. E. Tornabene  – cortometraggio (2004)
- Casanova, regia di Lasse Hallström (2005)
- The Clan, regia di Christian De Sica (2005)
- Mare nero, regia di Roberta Torre (2006)
- Il rabdomante, regia di Fabrizio Cattani (2006)
- 2 tigri, regia di Sandro Cecca (2007)
- 2061 - Un anno eccezionale, regia di Carlo Vanzina (2007)
- Una piccola storia, regia di Stefano Chiantini (2007)
- Duplicity, regia di Tony Gilroy  (2009)
- La valle delle ombre, regia di Mihály Györik (2009)
- Poligamy, regia di Dénes Orosz (2009)
- La fine è il mio inizio, regia di Jo Baier (2010)
- Maternity Blues, regia di Fabrizio Cattani (2011)
- Aftershock, regia di Nicolás López (2012)
- Anita B., regia di Roberto Faenza (2014)
- Un matrimonio da favola, regia di Carlo Vanzina (2014)
- Der Nanny, regia di Matthias Schweighöfer (2015)
- Ancora un'altra storia, regia di Gabriele Pignotta – cortometraggio (2015)
- Soundtrack, regia di Francesca Marra (2015)
- In search of Fellini, regia di Taron Lexton (2016)
- Natale a cinque stelle, regia di Marco Risi (2018)

### Televisione
- Elsö generáció, regia di Szabo Szilard (2001)
- Tea – serie TV (2003)
- Diritto di difesa – serie TV, 1 episodio (2004)
- La caccia, regia di Massimo Spano – miniserie TV (2005)
- Il bell'Antonio, regia di Maurizio Zaccaro – miniserie TV (2005)
- Pompei, regia di Giulio Base – miniserie TV (2006)
- Exodus - Il sogno di Ada, regia di Gianluigi Calderone – miniserie TV (2007)
- Sissi (Sisi), regia di Xaver Schwarzenberger – miniserie TV (2009) – Eugenia de Montijo
- Lo scandalo della Banca Romana, regia di Stefano Reali – miniserie TV (2010)
- Le ragazze dello swing, regia di Maurizio Zaccaro  – miniserie TV (2010) – Alexandra Leschan
- La donna della domenica, regia di Giulio Base – miniserie TV (2011)
- 6 passi nel giallo – serie TV, episodio 1x01 (2012)
- Buio, regia di Nicolaj Pennestri – miniserie TV, puntata 1 (2012)
- Transporter: The Series – serie TV, 12 episodi (2012-2013)
- Il paradiso delle signore – serie TV (2017)

## Doppiatrici italiane
- Chiara Gioncardi in Exodus - Il sogno di Ada e Anita B.
- Barbara De Bortoli in Transporter: The Series
- Stella Musy in La donna della domenica

## Programmi TV
- Festival di Sanremo (2008)
- Nastri d'argento (2008)
- Premio Rodolfo Valentino (2009)
- Premio Campiello (2010)

## Riconoscimenti
- 2007 – Premio Afrodite
  - Rivelazione dell'anno
- 2009 – Premio Pro Urbe Tamási
  - Premio per le attività svolte in favore della città ungherese
- 2009 – Premio Filmspray
  - Miglior attrice protagonista (Il rabdomante)
- 2011 – Festival Internazionale della TV di Montecarlo
  - Miglior attrice (Le ragazze dello swing)
- 2011 – Premio Flaiano
  - Miglior attrice (Le ragazze dello swing)
- 2012 – Premio Guglielmo Biraghi
  - Attrice rivelazione dell'anno (Maternity Blues)
- 2012 – Globo d'oro
  - Globo d'oro europeo  (Maternity Blues)